# Dzióbica
Dzióbica (Pterostoma) – rodzaj motyli z rodziny garbatkowatych.
Motyle o krępym ciele. Ubarwienie mają żółte lub brązowoszare z prążkami i kreskami we wzorze. Głowa ich jest zaopatrzona w nieowłosione oczy złożone, słabo rozwiniętą ssawkę i obustronnie grzebykowane czułki, natomiast pozbawiona jest przyoczek. Charakterystyczna jest budowa głaszczków. Są one bardzo długie, kosmato owłosione i sterczą ku przodowi tworząc „dzióbek”. Gęste owłosienie tułowia tworzy na jego grzbietowej stronie sterczący czub. Skrzydła obu par są wydłużone. Przednie skrzydło ma krawędź zewnętrzną ząbkowaną, a krawędź tylną z pojedynczym, szerokim zębem. Długi odwłok u samca wieńczy podwójny pędzelek włosków.
Wśród roślin żywicielskich gąsienic wymienia się wierzby, topole, olchy, lipy, dęby, jabłonie, klony i makie. Owady dorosłe nie pobierają pokarmu. Są aktywne nocą, w dzień przesiadując na pniach i gałęziach drzew. Przylatują do sztucznych źródeł światła.
Przedstawiciele rodzaju zamieszkują krainę palearktyczną i północne skraje krainy orientalnej, docierając na południe do Iranu i północnej Mjanmy. W Polsce rodzaj reprezentowany jest tylko przez dzióbicę głaszczkówkę.
Takson ten wprowadzony został w 1812 roku przez Ernsta Friedricha Germara. Zalicza się doń 6 opisanych gatunków:
- Pterostoma gigantina Staudinger, 1892
- Pterostoma griseum (Bremer, 1861)
- Pterostoma hoenei Kiriakoff, 1963
- Pterostoma palpina (Clerck, 1759) – dzióbica głaszczkówka, dzióbica słomka
- Pterostoma pterostomina (Kiriakoff, 1963)
- Pterostoma sinica Moore, 1877